# Kasari járás
A Kasari járás (oroszul: Кашарский район) Oroszország egyik járása a Rosztovi területen. Székhelye Kasari.

## Népesség
- 1989-ben 29 712 lakosa volt.
- 2002-ben 27 424 lakosa volt.
- 2010-ben 25 355 lakosa volt, melyből 24 008 orosz, 420 ukrán, 126 azeri, 114 fehérorosz, 103 cigány, 54 grúz, 51 csecsen, 51 örmény, 39 dargin, 32 moldáv, 26 tatár stb.